# Hasan Vergara
Hasan Leandro Vergara Ramos (Cali, Colombia; 3 de abril de 1999) es un futbolista colombiano. Juega de delantero y su equipo actual es Universidad de San Martín de la Liga 2 del Perú.

## Estadísticas
Actualizado al último partido disputado el 6 de octubre de 2023.
| Club                             | Div.          | Temporada     | Liga  | Liga  | Copas nacionales | Copas nacionales | Copas internacionales | Copas internacionales | Total | Total |
| Club                             | Div.          | Temporada     | Part. | Goles | Part.            | Goles            | Part.                 | Goles                 | Part. | Goles |
| -------------------------------- | ------------- | ------------- | ----- | ----- | ---------------- | ---------------- | --------------------- | --------------------- | ----- | ----- |
| Deportivo Pasto · Colombia       | 1.ª           | 2019          | 1     | 0     | 2                | 0                | —                     | —                     | 3     | 0     |
| Deportivo Pasto · Colombia       | 1.ª           | 2020          | 0     | 0     | 0                | 0                | —                     | —                     | 0     | 0     |
| Deportivo Pasto · Colombia       | 1.ª           | 2021          | 10    | 2     | 2                | 0                | 1                     | 0                     | 13    | 2     |
| Deportivo Pasto · Colombia       | 1.ª           | 2022          | 12    | 1     | 1                | 0                | —                     | —                     | 13    | 1     |
| Deportivo Pasto · Colombia       | Total club    | Total club    | 23    | 3     | 5                | 0                | 1                     | 0                     | 29    | 3     |
| Cúcuta Deportivo · Colombia      | 1.ª           | 2022          | 10    | 1     | 0                | 0                | —                     | —                     | 10    | 1     |
| Cúcuta Deportivo · Colombia      | Total club    | Total club    | 10    | 1     | 0                | 0                | 0                     | 0                     | 10    | 1     |
| Angostura F. C. · Venezuela      | 1.ª           | 2023          | 13    | 2     | 0                | 0                | —                     | —                     | 13    | 2     |
| Angostura F. C. · Venezuela      | Total club    | Total club    | 13    | 2     | 0                | 0                | 0                     | 0                     | 13    | 2     |
| Universidad de San Martín · Perú | 2.ª           | 2024          | 0     | 0     | 0                | 0                | —                     | —                     | 0     | 0     |
| Universidad de San Martín · Perú | Total club    | Total club    | 0     | 0     | 0                | 0                | 0                     | 0                     | 0     | 0     |
| Total carrera                    | Total carrera | Total carrera | 46    | 6     | 5                | 0                | 1                     | 0                     | 52    | 6     |